# كركدناوات
الكركدناوات (الاسم العلمي:Rhinocerotinae) هي أسرة من الحيوانات الثديية تتبع فصيلة الكركدنيات من دون رتبة قرنيات الشكل.

## التصنيف
- أسرة الكركدناوات
  - قبيلة الكركدناوية
    - تحت قبيلة الكركدنينية
      - دون قبيلة الكركدنيتية
        - جنس الكركدن